# Industrie in Azerbeidzjan

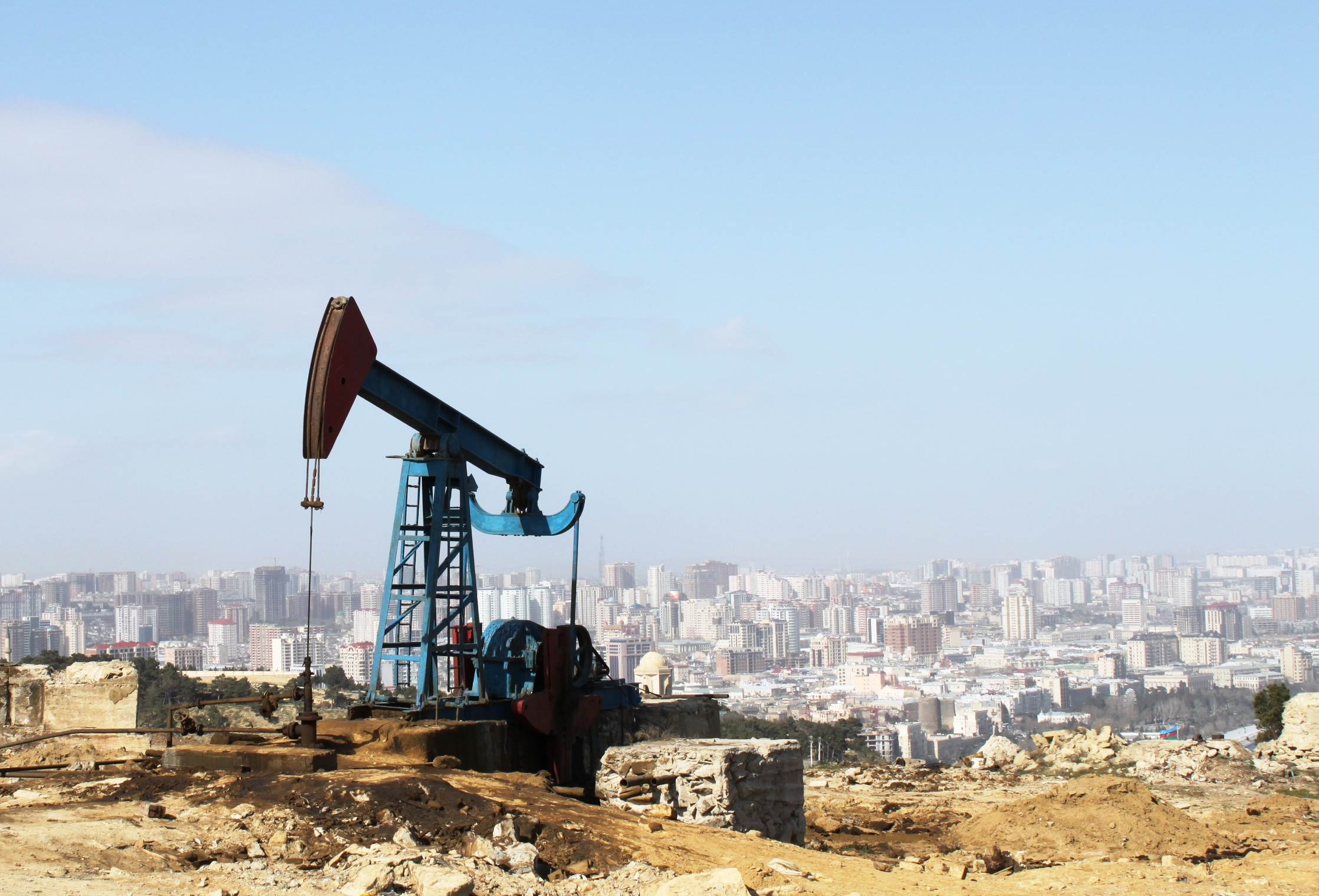
Pompinstallatie voor oliewinning aan de rand van Bakoe

De industrie in Azerbeidzjan is klein in Europa ten opzichte van de grootste industrie van Duitsland, Frankrijk, het Verenigd Koninkrijk, en Italië. Azerbeidzjan is daarentegen enorm rijk aan olie en gas. 
Al sinds de Oudheid was olie een bekend product in Azerbeidzjan. Het werd onder andere gebruikt voor Zoroastrische tradities en medische toepassingen. De belangrijkste olie- en gasvelden liggen in de Kaspische Zee. Door Azerbeidzjan lopen twee belangrijke pijpleidingen, die worden beschouwd als alternatieve energietransportwegen voor Europa. De olie-industrie trekt tegenwoordig veel buitenlanders aan om te investeren en te werken in Azerbeidzjan. Het land is van plan om de aardgasindustrie van het land te ontwikkelen tegen 2021.
Het land is ook rijk aan andere grondstoffen, zoals: goud, zilver, ijzer, koper, titanium, chroom, mangaan, kobalt, molybdeen, complex erts en antimoon.
De Azerbeidzjaanse defensie-industrie maakt handvuurwapens, artillerie, tanks, pantserwagen, luchtvaart bommen, onbemande voertuigen, diverse militaire voertuigen en militaire vliegtuigen en helikopters.
Albanië · Andorra · Azerbeidzjan · België · Bosnië en Herzegovina · Bulgarije · Cyprus · Denemarken · Duitsland · Estland · Finland · Frankrijk · Georgië · Griekenland · Hongarije · IJsland · Ierland · Italië · Kroatië · Letland · Liechtenstein · Litouwen · Luxemburg · Malta · Moldavië · Monaco · Montenegro · Nederland · Noord-Macedonië · Noorwegen · Oekraïne · Oostenrijk · Polen · Portugal · Roemenië · Rusland · San Marino · Servië · Slovenië · Slowakije · Spanje · Tsjechië · Turkije · Vaticaanstad · Verenigd Koninkrijk · Wit-Rusland · Zweden · Zwitserland